# Єгер (фільм, 1959)
«Єгер» — радянський короткометражний чорно-білий телефільм 1959 року режисера Германа Ліванова. За  однойменним оповіданням А. П. Чехова.

## Сюжет
Єгер на ім'я Єгор на селищній дорозі випадково зустрічає свою дружину Пелагею, з якою він у шлюбі протягом дванадцяти років, але яку відвідував лише кілька разів, і навіть тоді він був п'яним і буйно поводився. Пелагея плаче і, запобігаючи перед ним, благає його відвідувати її частіше. Він намагається пояснити, чому він, найкращий стрілець в окрузі, «розпещена людина», яка насолоджується смачним чаєм і «делікатними розмовами», не зміг би спокійно жити в селі.

## У ролях
- Василь Леонов —  Єгор
- Ольга Хорькова —  Пелагея

## Знімальна група
- Режисер — Герман Ліванов
- Сценарист — Герман Ліванов
- Оператор — Марк Волинець